# Montijo, Portugalia
Montijo este un oraș în Districtul Setúbal, Portugalia.